# رادي بريكا
رادي بريكا (بالسويدية: Rade Prica)‏ (30 يونيو 1980 السويد - ) هو لاعب كرة قدم سويدي، يلعب كمهاجم.

## مسيرته الكروية
لعب رادي بريكا خلال مسيرته الاحترافية مع 9 أندية في ستة وعشرون موسمًا وسجل خلالها 181 هدف ضمن 474 مباراة. حيث فاز في موسمين بالكأس وفي سبعة مواسم بالدوري.
خاض رادي بريكا مسيرته مع نادي ليونجبي ‏ في موسم 1995 واستمر معه طيلة ثلاثة مواسم، مشاركًا في 37 مباراة سجل خلالها 14 هدفًا. ثم انتقل إلى نادي هلسينغبورغ في موسم 1998 في المرة الأولى ليلعب معه خمسة مواسم ثم ما بين عامي 2015 و2016 لمدة موسم واحد، حيث شارك طوالها في 83 مباراة سجل خلالها 29 هدفًا. لينتقل بعدها إلى نادي هانزا روستوك في موسم 2002–03 ليلعب معه أربعة مواسم، مشاركًا في 113 مباراة سجل خلالها 20 هدف. ثم انتقل إلى البورك بولدسبيلكلوب ‏ في موسم 2006–07 ولمدة موسمين، مشاركًا في 48 مباراة سجل خلالها 28 هدفًا. هذا وانتقل لاحقًا إلى نادي سندرلاند في موسم 2007–08 ولمدة موسمين، مشاركًا في 6 مباريات سجل خلالها هدفًا واحدًا. ثم انتقل بعدها إلى نادي روسنبورغ في موسم 2009 ليلعب معه أربعة مواسم، مشاركًا في 103 مباراة سجل خلالها 57 هدفًا. ليعود وينتقل من جديد، لكن هذه المرة إلى نادي مكابي تل أبيب في موسم 2012–13 واستمر معه طيلة ثلاثة مواسم، مشاركًا في 65 مباراة سجل خلالها 25 هدفًا. لينتقل بعدها إلى مكابي بتاح تكفا في موسم 2015–16 لمدة موسم واحد، مشاركًا في 10 مباريات سجل خلالها 3 أهداف. ثم لعب في نادي لاندسكرونا ‏ ما بين عامي 2016 و2017 لمدة موسم واحد، مشاركًا في 9 مباريات سجل خلالها 4 أهداف.

## روابط خارجية
- رادي بريكا على موقع اتحاد النرويج (النرويجية)
- رادي بريكا على موقع قاعدة بيانات كرة القدم.إي يو (الإنجليزية)
- رادي بريكا على موقع ناشيونال فوتبول تيمز (الإنجليزية)
- رادي بريكا على موقع Soccerbase.com (لاعب) (الإنجليزية)
- رادي بريكا على موقع Soccerway.com (الإنجليزية)
- رادي بريكا على موقع عالم كرة القدم.نت (الإنجليزية)
- رادي بريكا على موقع AS.com (الإسبانية)